# General Pizarro
General Pizarro es una localidad en el Departamento Anta, provincia de Salta,  noroeste de Argentina.
Se llega desde la capital provincial por la Ruta Nacional 34, empalmando con ruta Provincial N° 5.  Pertenece al Área Agroecológica Chaco Semiárido.

## Toponimia
Epónimo del Gral.Ramón García de León y Pizarro.

## Población
Contaba con 1,042 habitantes (Indec, 2001), lo que representa un incremento del 29,2% frente a los 806 habitantes (Indec, 1991) del censo anterior. Según Censo 2010, existen 6500 habitantes.

## Fiestas Patronales
Festejos religiosos y populares, misachicos, 1º de septiembre: Virgen de los Remedios

## Producción
- Ganadería caprina, ovina, bovina, granos, oleaginosas y producción Hortícola.

## Defensa Civil

### Sismicidad
La sismicidad del área de Salta es frecuente y de intensidad baja, y un silencio sísmico de terremotos medios a graves cada 40 años.
- Sismo de 1930: aunque dicha actividad geológica catastrófica, ocurre desde épocas prehistóricas, el terremoto del 24 de diciembre de 1930 (94 años),[2] señaló un hito importante dentro de la historia de eventos sísmicos jujeños, con 6,4 Richter. Pero nada cambió extremando cuidados y/o restringiendo códigos de construcción.[1]
- Sismo de 1948: el 25 de agosto de 1948 (76 años) con 7,0 Richter, el cual destruyó edificaciones y abrió numerosas grietas en inmensas zonas[2][1]
- Sismo de 2010: el 27 de febrero de 2010 (15 años) con 6,1 Richter